# Lingue tuu
Le lingue tuu sono un gruppo di lingue parlate nell'Africa sudoccidentale (Namibia, Botswana, Angola e Repubblica Sudafricana). Appartengono alla famiglia delle lingue khoisan, delle quali costituiscono il gruppo meridionale.
Il gruppo delle lingue tuu è costituito da una serie di lingue (e alcuni loro dialetti) parlate da alcuni gruppi di San; la maggior parte di esse sono però al giorno d'oggi morte o moribonde, dal momento che molti dei parlanti hanno adottato altre lingue parlate nella zona (sia del ceppo khoisan, che del ceppo bantu che, in certi casi, di ceppo germanico come l'afrikaans). All'interno del gruppo vengono individuati due sottogruppi:
- lingue taa,[3] dette anche lingue hua,[2] che comprendono:
  - !xóõ (l'unica vitale dell'intero sottogruppo);
  - ǂhua o ǂhoan, oggi moribonda e da alcuni considerata non appartenente alle lingue tuu e assimilabile alle lingue juu;
- lingue !kwi, che raggruppano 4 lingue oggi estinte o moribonde:
  - ǀxam, estinta;
  - seroa, estinta;
  - nǀu, della quale restano solo una decina di parlanti;
  - ǁxegwi, estinta.

All'interno della famiglia linguistica khoisan, le lingue tuu sono ritenute molto vicine alle lingue juu (khoisan settentrionali) con le quali condividono molte caratteristiche; sembrano invece più lontane rispetto alle lingue khoe-kwadi (khoisan centrali).
Come tutte le lingue khoisan, anche le lingue tuu sono lingue tonali, contraddistinte dalla presenza di un gran numero di consonanti clic; le lingue tuu si distinguono ulteriormente, all'interno della famiglia khoisan, per essere le uniche in cui sopravvive il clic bilabiale, scomparso da tutti gli altri gruppi.